# Кошиці-Малі
Кошиці-Малі (пол. Koszyce Małe) — село в Польщі, у гміні Тарнів Тарнівського повіту Малопольського воєводства.
Населення — 1802 особи (2011).
У 1975-1998 роках село належало до Тарновського воєводства.

## Демографія
Демографічна структура станом на 31 березня 2011 року:
|          | Загалом | Допрацездатний вік | Працездатний вік | Постпрацездатний вік |
| -------- | ------- | ------------------ | ---------------- | -------------------- |
| Чоловіки | 900     | 210                | 618              | 72                   |
| Жінки    | 902     | 183                | 553              | 166                  |
| Разом    | 1802    | 393                | 1171             | 238                  |